# Élections municipales guatémaltèques de 2023
Les élections municipales guatémaltèques de 2023 ont lieu le 25 juin 2023 au Guatemala, en même temps que la présidentielle et les législatives.